# پلاتی
پلاتی (به ایتالیایی: Platì) یک کومونه در ایتالیا است که در استان رجو کالابریا واقع شده‌است. پلاتی ۵۰ کیلومتر مربع مساحت و ۳٬۷۶۲ نفر جمعیت دارد.